# Sphenomorphus lineopunctulatus
Sphenomorphus lineopunctulatus este o specie de șopârle din genul Sphenomorphus, familia Scincidae, descrisă de William Randolph Taylor în anul 1962. Conform Catalogue of Life specia Sphenomorphus lineopunctulatus nu are subspecii cunoscute.